# 普纳奈
普纳奈（可拼写成Punani）是斯里蘭卡一个小村庄。该村庄于1920年因為一頭吃人的花豹而出名。該事件被寫在Christopher Ondaatje所著的 《普纳奈食人者–老锡兰丛林的发现之旅》（英語：The Man-Eater of Punanai - A Journey of discovery to the jungles of old Ceylon）一书中。